# Ђорђе Крећа
Ђорђе Крећа (Београд 19. мај 1994) српски је глумац.

## Биографија
Уписао је глуму на Факултету драмских уметности у Београду 2014. године, у класи професора Срђана Ј. Карановића. Са њим у истој класи, студирале су и Исидора Грађанин и Марина Ћосић. Аматерски  се бавио глумом и пре уписа на факултет. Дипломирао је 2018. године са представом Парче ноћи на Ивановој гајби.
Први професионални ангажман добио је у Позоришту Бошко Буха у представи Флорентински шешир у режији Дарјана Михајловића. Од 2017. године играо је једну од главних улога у серији Истине и лажи. Играо је и у петој сезони серије Војна академија и серији Црвени месец.
Осим представе Флорентински шешир, игра и у представама Београдског драмског позоришта Зојкин стан и Антигона.
Ђорђе се бави и музиком. Свира гитару у бенду Ritam Sex-i-ja.

## Филмографија
| Год.       | Назив               | Улога                 |
| ---------- | ------------------- | --------------------- |
| 2017—2019. | Истине и лажи       | Иван „Васке” Васковић |
| 2020—2022. | Клан (ТВ серија)    | Лафовски              |
| 2020.      | Војна академија     | Драган Ћирић „Ћира”   |
| 2021.      | Не играј на Енглезе | возач                 |
| 2022.      | Шетња са лавом      | Пера                  |